# Procession (album)
Procession è il tredicesimo album in studio del gruppo musicale statunitense Weather Report, pubblicato nel 1983.

## Tracce
1. Procession – 8:42
2. Plaza Real – 5:30
3. Two Lines – 7:43
4. Where the Moon Goes – 7:50
5. The Well – 4:00
6. Molasses Run – 5:49